# ديرالوادي (عبس)

تعديل مصدري - تعديل

ديرالوادي هي إحدى قرى عزلة البتارية بمديرية عبس التابعة لمحافظة حجة، بلغ تعداد سكانها 120 نسمة حسب تعداد اليمن لعام 2004.